# بطولة آسيا للرماية بالبندقية 2012
أقيمت بطولة آسيا للرماية بالبندقية لعام 2012 في نادي نيو موتي باغ للرماية بمدينة باتيالا الهند في الفترة من 28 نوفمبر إلى 9 ديسمبر 2012.

## ملخص الميداليات

### الرجال
| الألعاب                | الذهبية                                                                            | الفضية                                                        | البرونزية                                                       |
| ---------------------- | ---------------------------------------------------------------------------------- | ------------------------------------------------------------- | --------------------------------------------------------------- |
| الرماية                | مانافجيت سينغ ساندو · الهند                                                        | شيغيتاكا أوياما · اليابان                                     | ناصر المقلد · الكويت                                            |
| الرماية (فرق)          | الهند · مانافجيت سينغ ساندو · أنيروده سينغ · بريثفيراج توندايمان                   | الكويت · فهيد الديحاني · عبد الرحمن الفيحان · ناصر المقلد     | اليابان · شيغيتاكا أوياما · توشياكي تاكيناكا · ناويوكي أويماتسو |
| رماية مزدوجة           | جمعة بن دلموك آل مكتوم ‏ · الإمارات العربية المتحدة                                 | فهيد الديحاني · الكويت                                        | راجيافاردان سينغ راثور · الهند                                  |
| الرماية المزدوجة (فرق) | الإمارات العربية المتحدة · عبد الله الكندي · جمعة بن دلموك آل مكتوم ‏ · سيف الشامسي | الهند · سانغرام داهيا · راجيافاردان سينغ راثور · رونجان سودهي | الكويت · فهيد الديحاني · سعد المطيري · جراح الشويعر             |
| السكيت                 | عبد الله الرشيدي · الكويت                                                          | سيف بن فطيس · الإمارات العربية المتحدة                        | زيد المطيري · الكويت                                            |
| السكيت (فرق)           | الكويت · عبد الله الرشيدي · صالح المطيري · زيد المطيري                             | الهند · ميراي أحمد خان · مان سينغ · سميت سينغ                 | كازاخستان · فيتالي كوليكوف · سيرغي بونوماريف · ألكسندر ييخشينكو |

### السيدات
| الألعاب     | الذهبية                                                               | الفضية                                               | البرونزية                                                                |
| ----------- | --------------------------------------------------------------------- | ---------------------------------------------------- | ------------------------------------------------------------------------ |
| رماية       | سارة الحوال · الكويت                                                  | شاغون تشودهاري · الهند                               | سيبيده سيراني · إيران                                                    |
| رماية (فرق) | الهند · شاغون تشودهاري · شرياسي سينغ · فارشا تومار                    | إيران · فاطمة أميري · نرگس رنجبر · سيبيده سيراني     | تايلاند · تشاتايا كيتشاروين · جانيجيرا سريسونغكرام · نانباباس فيرافايديا |
| سكيت        | ناتشايا سوتاربون · تايلاند                                            | أفراح بن حسين · الكويت                               | شالالاي ناساكول · تايلاند                                                |
| سكيت (فرق)  | تايلاند · إيسارابا إيمبراسيرتسوك · شالالاي ناساكول · ناتشايا سوتاربون | الكويت · شيخة الرشيدي · إيمان الشماع · أفراح بن حسين | كازاخستان · إلفيرا أكشورينا · كارينا برونيششيفا · أناستاسيا مولشانوفا    |

## جدول الميداليات
*   البلد المضيف (مضيف)
| المرتبة | فريق                     | ذهبية | فضية | برونزية | المجموع |
| ------- | ------------------------ | ----- | ---- | ------- | ------- |
| 1       | الكويت                   | 3     | 4    | 3       | 10      |
| 2       | الهند                    | 3     | 3    | 1       | 7       |
| 3       | الإمارات العربية المتحدة | 2     | 1    | 0       | 3       |
| 4       | تايلاند                  | 2     | 0    | 2       | 4       |
| 5       | إيران                    | 0     | 1    | 1       | 2       |
| 5       | اليابان                  | 0     | 1    | 1       | 2       |
| 7       | كازاخستان                | 0     | 0    | 2       | 2       |
| المجموع | المجموع                  | 10    | 10   | 10      | 30      |

## روابط خارجية
- الاتحاد الآسيوي للرماية

>